# Camael
 (septembre 2017).
Si vous disposez d'ouvrages ou d'articles de référence ou si vous connaissez des sites web de qualité traitant du thème abordé ici, merci de compléter l'article en donnant les références utiles à sa vérifiabilité et en les liant à la section « Notes et références ».
Camaël, Chamael ou Chamuel, est un des archanges appartenant à l'angéologie et aux mythologies juive et chrétienne où il est traditionnellement considéré comme étant le dirigeant du chœur des puissances. 
Assimilé au soleil, il est régulièrement associé aux notions de justice, de réussite, de volonté, d'amour et de courage. Son rôle est également de pacifier les relations humaines et d'assister l'archange Michael dans la conduite de la guerre. 
Son nom vient sûrement de la racine חַמָּה (chammah "chaleur", "rage", "soleil") ou קוּם (qum "surgir", "se lever") dont le nom signifierait alors colère/rage de Dieu en tant que חַמּוּאֵל ou celui qui surgit/se lève devant Dieu en tant que קְמוּאֵל.
Il n'est point reconnu par l'Église catholique ou la plupart des Dénominations chrétiennes mais est néanmoins reconnu par de nombreuses traditions populaires. Son rôle et son importance rappellent celui de l'archange Uriel au sein des religions chrétiennes. 

## Galerie

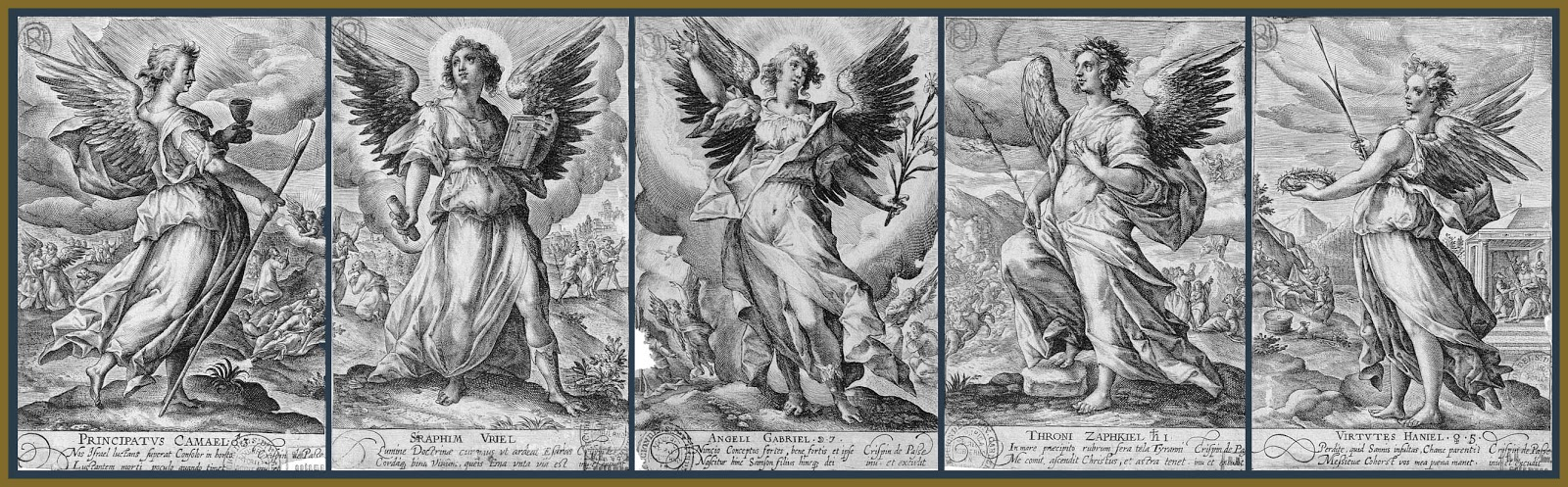
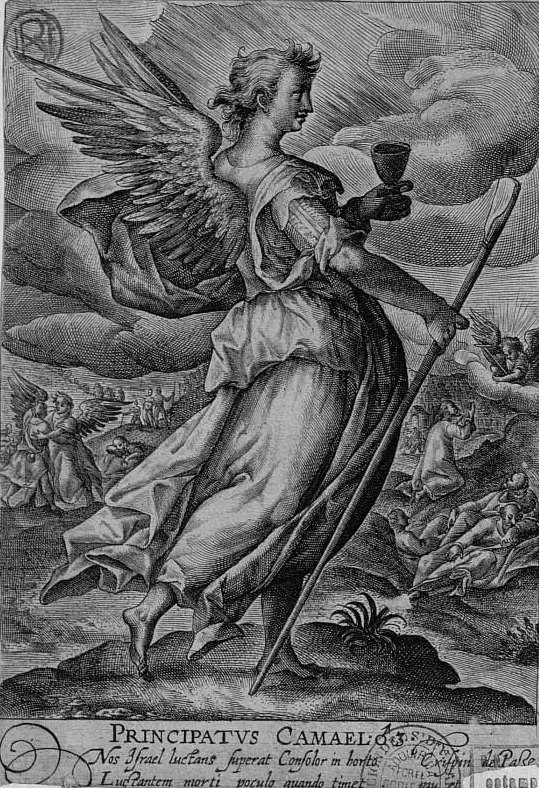
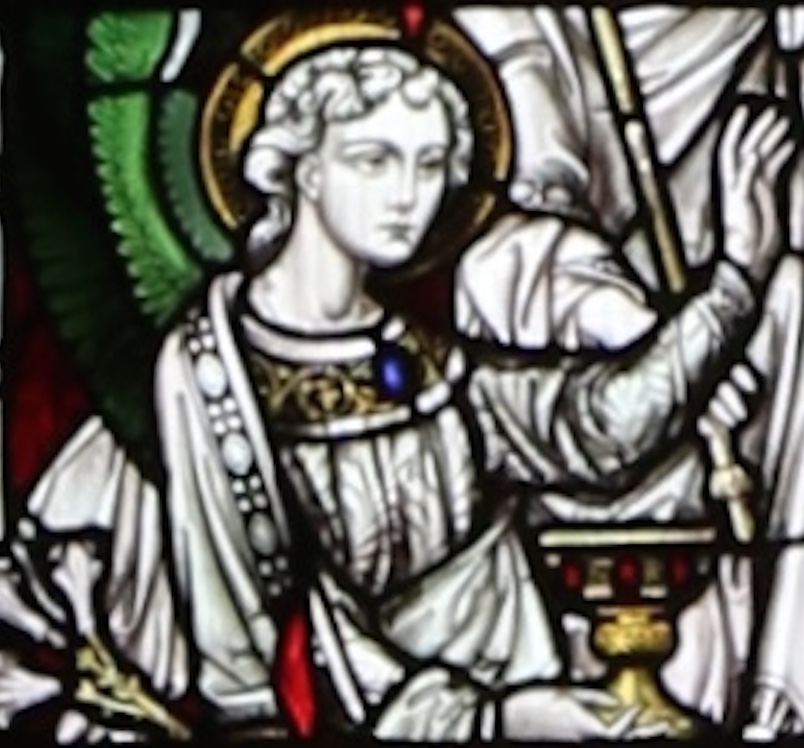
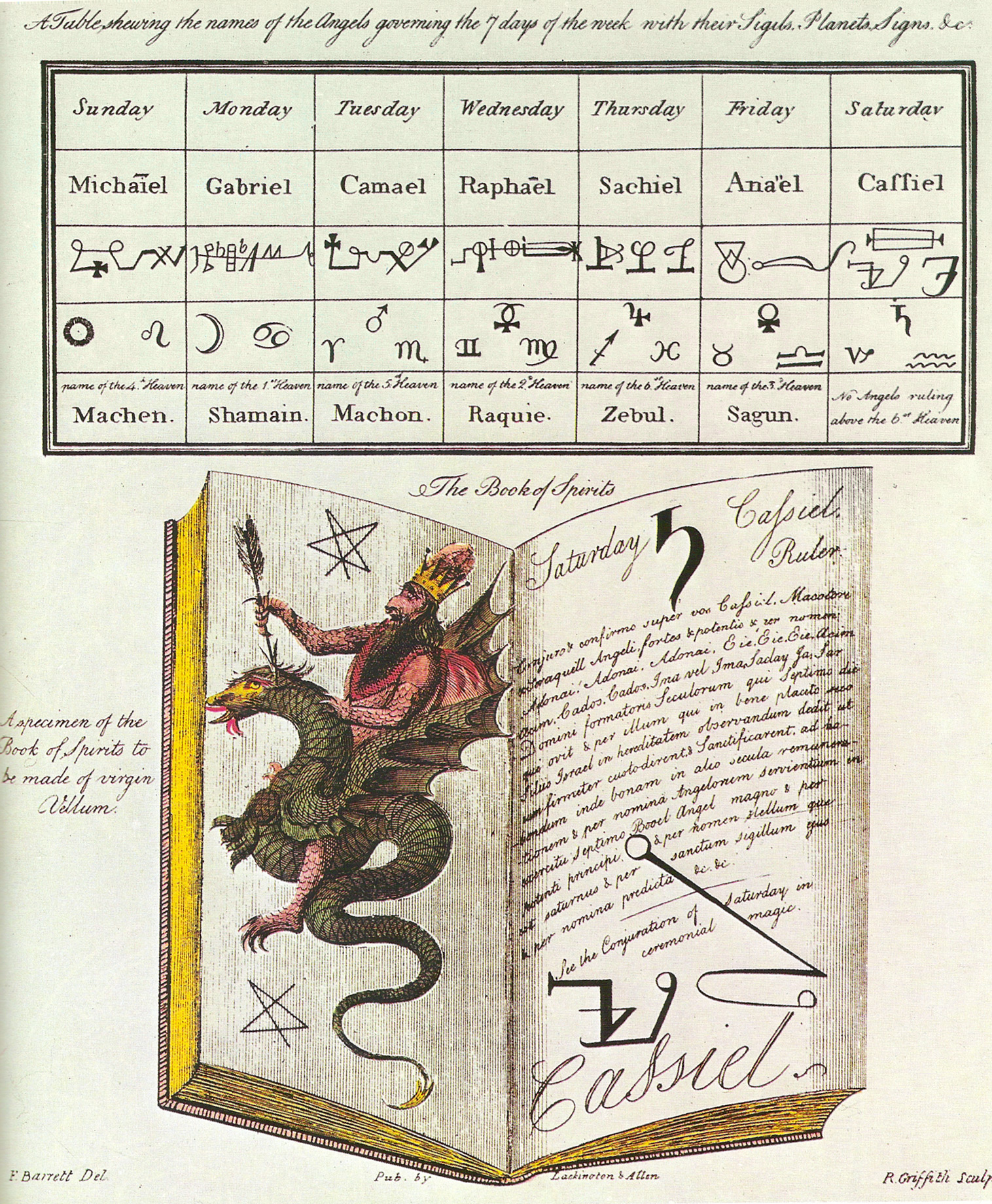